# Matamoros Querido
Matamoros Querido es el primer álbum de Rigo Tovar. Fue grabado en Houston, Texas. La fotografía de la portada fue tomada en el distrito de los museos de Houston, frente a las fuentes de Mecom. El álbum contiene dos de sus canciones más populares, "Matamoros Querido" y "Lamento de Amor".
El álbum está dedicado a la ciudad natal de Tovar en Matamoros, Tamaulipas.

## Lista de canciones
| N.º | Título                                         | Duración |  |
| 1.  | «Mi Matamoros Querido (Rigo Tovar)»            | 3:07     |  |
| 2.  | «Lamento de Amor (Rigo Tovar)»                 | 3:15     |  |
| 3.  | «Celos de Luna (Luis Vazquez)»                 | 2:50     |  |
| 4.  | «Paloma Mensajera (Julian Venegas)»            | 3:12     |  |
| 5.  | «Rio Rebelde (Cholo Aguirre, Roberto Uballes)» | 3:28     |  |
| 6.  | «Rosa Valencia (Rigo Tovar)»                   | 2:29     |  |
| 7.  | «No Son Palabritas (Heleno)»                   | 3:15     |  |
| 8.  | «Carta de Recuerdo (Julio Erazo)»              | 3:12     |  |
| 9.  | «Vereda Tropical (Gonzalo Curiel)»             | 3:11     |  |
| 10. | «Gracias (Rigo Tovar)»                         | 3:01     |  |
| 11. | «La Calandria Canta (Rigo Tovar)»              | 2:46     |  |
| 12. | «Verano en Veracruz (Peraza, Ismael Flores)»   | 2:57     |  |